# Tres canciones para soprano, clarinete y guitarra Op. 18
Las Tres canciones para soprano, clarinete y guitarra Op. 18 (Drei Lieder für Sopran, Klarinette und Gitarre) es una obra del compositor Anton Webern. Se trata de una serie de tres piezas de música de cámara para soprano, clarinete en mi bemol y guitarra. Se encuentra catalogada como IAW 20, y sus tres partes, todas con texto en alemán, se titulan de la siguiente manera:
- Schatzerl Klein
- Erlösung
- Salve Regina

## Historia
Esta obra fue compuesta en 1925 y publicada hasta 1927, y al igual que algunas otras de sus obras, esta no fue escuchada públicamente durante la vida del compositor. Su estreno se realizó el 8 de febrero de 1954 en Los Ángeles, dirigida por Robert Craft y como solista de la parte para Soprano estuvo presente Grace-Lynne Martin. Permite mostrar, no sólo como producto artístico, sino como un referente histórico en la vida y obra del compositor con la relación al auge del dodecafonismo, ya que es posible considerarlo como un trabajo donde este (el compositor) se siente ya bastante familiarizado con el sistema de doce notas. Al respecto, Meyer-Wendt dice:

Anton Webern intentó por primera vez la composición dodecafónica en el verano de 1922 cuando escribió bosquejos de doce sonidos para el texto poético “Mein Weg geht jetzt vorüber”. A pesar de que completó la canción como un trabajo atonal, Webern continuó experimentando con la escritura serial de 1923-24, componiendo una serie de bosquejos que lo llevó a la adopción exclusiva de la técnica en el otoño de 1924. […] Webern compuso Drei Lieder, Op. 18 en 1925, su primer trabajo multi-movimiento escrito exclusivamente dentro del idioma de doce notas.
Meyer-Wendt

## Textos
Los textos utilizados por Webern en su Op. 18 tienen diferente procedencia, sin embargo esta no es realmente clara en todos los casos. El texto para Schatzerl Klein no está indicado por el compositor, pero al respecto Smallmen opina lo siguiente:

…posiblemente debido a que (Webern) consideraba que la ‘poesía folk’ era dominio público. Este poema aparece en el Das Buch der Novellen II de Petter Rosegger, una serie de historias entretenidas acerca de la vida rural, pero no es claro hasta qué punto “Schatzerl Klein” es realmente poesía folk o Rossegger la compuso para emular el estilo folk.
Smallmen

El texto de la obra es el siguiente: 

Schatzerl klein,

mußt nicht traurig sein,
eh’ das Jahr vergeht,
bist du mein.

Eh’ das Jahr vergeht,
Grünt das Rosmarin,
Sagt der Pfarrer laut:
Nehmts euch hin.

Grünt der Rosmarin,
grünt der Myrtenstrauß
und der Nagerlstock91

blüht im Haus.

Una posible traducción al español, sería la siguiente: 

Pequeño cariño,
No debes estar triste, 
Antes de que el año haya terminado,
Serás mía. 

Antes de que el año haya terminado, 
El romero se pondrá ver, 
El sacerdote dirá:
Tómala para ti. 

El romero se pondrá verde, 
Las ramas de mirto se pondrán verdes,  
Y los clavos 

Florecerán en la casa.

Al respecto del texto de Erlösung “La segunda canción de la Op. 18 de Webern toma su texto de Johann Wolfgang von Goethe. El texto está dividido en tres secciones, en las cuales Webern indica en su score como hablado por “Maria”, de los compases uno al cinco; “Christus”, del compás seis al trece; y “Vater”, para los últimos cinco compases.”.

Maria: 

Mein Kind, 
Sieh an die Brüste mein, 
Kein Sünder laß verloren sein. 

Christus: 
Mutter,
Sieh an die Wunden, 
Die ich für dein Sünd trag alle Stunden. 
Vater, 
Laß dir die Wunden mein,
Ein Opfer für die Sünde sein. 

Vater:
Sohn, 
Lieber Sohn mein, 
Alles was du begehrst,

Das soll sein.

Traducido al español, quedaría de la siguiente forma:  

María:

Mi hijo,
Mira mi pecho,
Que ningún pecador se pierda.

Cristo:
Madre,
Mira mis heridas
Yo llevo tus pecados todo el tempo.
Padre,
Toma mis heridas,
Como un sacrificio por tus pecados.

Padre:
Hijo,
Mi querido hijo,
Todo lo que deseas,

Será.

Por último, el texto en "Ave Regina" se encuentra en latín y consta de las siguientes líneas: 

Ave, Regina Caelorum, 

Ave, Domina Angelorum:
Salve, radix, salve, porta 
Ex qua mundo lux es torta 

Gaude, Virgo gloriosa, 
Super omnes speciosa,
Vale, o valde decora,

Et pro nobis Christum exora.

Sobre este texto, Shanley (2016, p. 163) opina: 

El texto para esta última canción del Op. 18 es tomado de una de las cuatro antífonas Marianas. Mientras que la fecha precisa, y el autor de la antífona es desconocida, se cree que la fecha data del siglo doce. Ave Regina Coelorum consiste en dos estrofas de cuatro líneas cada una, compuesto completamente en Latín.
Shanley

Posteriormente, añade (p. 164-165): 

Webern utiliza textos bien conocidos, de discusión universal, y por tanto personal y culturalmente unificadores. “Schatzerl Klein” es universalmente aceptado como un texto folk con una fuente dudosa. “Erlösung” de una colección de poemas folk anónimos. Por otro lado, usar el texto de Erlösung también se conecta con uno de los ídolos compositores de Webern, Gustav Mahler, quien también usó el texto de esta misma colección para su ciclo de canciones orquestales. Por otra parte, el texto final se mueve de esta orientación folk hacia un reino sagrado. Erlösung sirve, por tanto, como un puente temático entre la primera y la última canción; posee su elemento folk derivado de poesía anónima, al tiempo que el elemento sacro del texto está presente desde la perspectiva de la Virgen María, Cristo y Dios el Padre.
Shanley

## Selección instrumental
Como se mencionó previamente, la Op. 18 de Webern está constituida como un ensamble de música de cámara, que consta de tres instrumentos los cuales no son en conjunto una dotación instrumental usual. Al respecto, Keillor dice:

Las tres canciones Op. 18 de Anton Webern son, en carácter, parientes de sus Tres rimas tradicionales Op. 17, del año previo; ambos sets exudan una intimidad segura de sí misma y una claridad de propósito expresivo. La combinación característica del compositor esparce texturas y un poco convencional score (soprano, clarinete en Eb y guitarra) presenta un número de especiales retos interpretativos…
Keillor

Por cuanto hace a su dificultad interpretativa, Shanley opina: 

La interpretación de estas canciones son, para el clarinetista y el cantante, increíblemente difíciles, requiriendo notables hazañas de virtuosismo. Se verá, sin embargo, que la interpretación de estas líneas en la guitarra, es considerablemente más fácil.
Shanley

## Grabaciones
Existen algunas grabaciones importantes en las que la Op. 18 de Webern aparece. Se presentan a continuación:
| Año  | Título                                                   | Sello                     | Catálogo     |
| ---- | -------------------------------------------------------- | ------------------------- | ------------ |
| 2016 | The Guitarist: The Complete Columbia                     | Sony Classical/Sony Music | 309294       |
| 2015 | Pierre Boulez: 20th Century                              | DG Deutsche Grammophon    | 002894794261 |
| 2005 | Webern: Symphony; Six Pieces; Concerto for 9 Instruments | Naxos                     | 8557530      |
| 2001 | Nuits: Weiß wie Lilien                                   | BIS                       | 1090         |
| 2000 | Complete Webern                                          | DG Deutsche Grammophon    | 457637       |
| 1995 | Boulez Conducts Webern                                   | DG Deutsche Grammophon    | 437786       |
| 1991 | Anton Webern: Complete Works                             | Sony Music Distribution   | 45845        |
| 1989 | Anton Webern: The Complete Vocal Chamber Works           | Koch Schwann              | 314005       |